# Arnold Denker

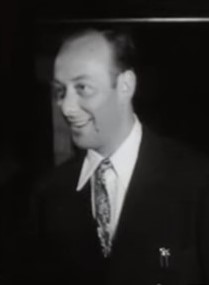
Arnold Denker (Groningen, 1946)

Arnold Sheldon Denker (New York, 21 februari 1914 – Fort Lauderdale, 2 januari 2005) was een Amerikaans schaakgrootmeester.
In 1944 en 1946 was hij kampioen van de Verenigde Staten. 
In 1945 en 1946 deed hij mee aan een schaakwedstrijd per radio tussen de Sovjet-Unie en de Verenigde Staten.
In 1946 speelde hij mee in het grote toernooi te Hastings en eindigde daar samen met Max Euwe op de derde plaats. Denker speelde ook op het Schaaktoernooi Groningen 1946.
Hij speelde met groot succes voor zijn land mee in een groot aantal schaakolympiades die voor de Tweede Wereldoorlog verspeeld werden.
In 1950 werd hij internationaal meester, hij behoorde zo tot de eerste lichting die die titel officieel kreeg. In 1981 werd hij grootmeester, een eretitel.
Naast zijn carrière als speler, was hij ook een belangrijk schaakorganisator en schreef hij enkele boeken waarvan "The Bobby Fisher I Knew" waarschijnlijk het bekendste is.
Dit is de partij waar Denker het meest fier op was. Hij speelde ze toen hij 15 was.
Denker-Feit, New York 1929 1.d4 f5 2.Pf3 e6 3.g3 b6 4.Lg2 Lb7 5.O-O Pf6 6.c4 Le7 7.Pc3 d6 8.d5 e5 9.Pg5 Lc8 10.e4 O-O 11.f4 exf4 12.Lxf4 fxe4 13.Pcxe4 Pxe4 14.Lxe4 Lxg5 15.Dh5 Txf4 16.Dxh7+ Kf7 17.Lg6+ Kf6 18.Txf4+ Lxf4 19.Dh4+ Lg5 20.De4 Le3+ 21.Kh1 Lh3 22.Tf1+ Kg5 23.Lh7 1-0